# Ilha Siple

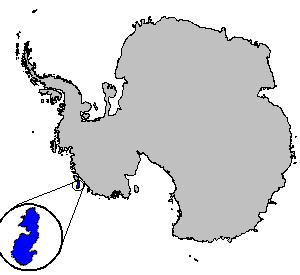
Localização da Ilha Siple

A Ilha Siple é uma ilha de 110 km de comprimento coberta de neve situada a leste do Golfo de Wrigley, ao longo do plataforma de gelo Getz fora da Costa de Bakutis da Terra de Marie Byrd, Antártica. O seu centro está localizado em 73° 39′ S, 125° 12′ O.
A área da ilha é de 6390 km² e o relevo é dominado pelo vulcão em escudo adormecido Monte Siple, que chega a atingir os 3110 m (é a 17ª ilha no mundo em altitude máxima).
A ilha e a montanha foram nomeados pelo Comitê Consultivo Norte-americano para Nomes Antárticos (EUA-ACAN), em 1967, em homenagem ao explorador antártico Paul A. Siple (1908-1968), membro das expedições de Richard Byrd.